# Luigi La Vista
(Mariano D'Ayala)
Luigi La Vista (Venosa, 29 gennaio 1826 – Napoli, 15 maggio 1848) è stato uno scrittore e patriota italiano.

## Biografia
Nato a Venosa da Nicola (medico) e Maria Padrone, proveniva da una famiglia di ideali repubblicani e patriottici. Un suo avo fu giacobino durante la Repubblica Napoletana, mentre suo padre partecipò ai moti carbonari del 1820. Rimasto orfano di madre all'età di 5 anni, un episodio che segnò per sempre la sua vita, frequentò il seminario di Molfetta e nel 1844 si trasferì a Napoli, iscrivendosi alla facoltà di giurisprudenza, che abbandonò dopo un anno.
Lasciati gli studi universitari, La Vista iniziò a frequentare la scuola di diritto di Roberto Savarese. Ebbe in seguito lezioni private di letteratura da Francesco De Sanctis (divenendone uno degli allievi prediletti); tra i suoi compagni di corso vi furono Pasquale Villari, Angelo Camillo De Meis e Diomede Marvasi. De Sanctis gli aprì un vasto orizzonte di studi e La Vista si appassionò ad autori come Leopardi, Platone, Goethe, Lamartine, Byron e Vauvenargues. 

### I moti del 1848 e la morte
Nel gennaio 1848 anche il Regno delle Due Sicilie fu coinvolto nei moti liberali. La Vista firmò, assieme ad altri 208 patrioti, un appello a Ferdinando II perché ripristinasse la costituzione del 1820. Il re la riconcedette, spinto anche dalla rivolta avvenuta in Sicilia nello stesso anno.
Il nuovo ordinamento, però, fu ritirato pochi mesi dopo, scatenando le proteste dei liberali. Tra loro ci fu anche La Vista, il quale decise di scendere in campo con il suo maestro De Sanctis e altri patrioti contro il re borbonico, ma la loro ribellione fu repressa. Il 15 maggio dello stesso anno, durante il colpo di Stato del re, fu scoperto da alcuni soldati svizzeri mentre si trovava in un albergo e fu condotto in piazza della Carità. Venne fucilato all'età di 22 anni, sotto gli occhi di suo padre, il quale si trovava a Napoli da due giorni e aveva partecipato alla rivolta assieme al figlio.
Prima di morire, il giovane La Vista aveva prodotto alcuni scritti che, a causa dei continui tumulti nel regno borbonico e dell'esilio di numerosi patrioti, riuscirono a vedere la luce solo dopo l'unità d'Italia. Tali appunti vennero pubblicati nel 1863, sotto il nome di Memorie e scritti, a cura di Pasquale Villari; uno Scritto Inedito (1914) venne curato da Benedetto Croce. Nel 1987 fu pubblicato il suo Diario, a cura dello scrittore venosino Antonio Vaccaro. Il 15 maggio 1883 una lapide in suo onore venne eretta nella città natia, con un'epigrafe dettata da De Sanctis.

## Opere
- Memorie e scritti (1863), a cura di Pasquale Villari
- Uno scritto inedito (1914), a cura di Benedetto Croce
- Brani inediti delle "Memorie" (1918), a cura di Giuseppe Paladino
- Diario (1987), a cura di Antonio Vaccaro